# ابلیس (مجموعه تلویزیونی)
ابلیس یک سریال تلویزیونی کارآگاهی و سیاسی نروژی است. عنوان اصلی این سریال Mammon (تلفظ انگلیسی: /مامِن/ ― تلفظ آلمانی: /مامون/) است که در عهد جدید در انجیل به معنی پول و ثروت مادی و به‌دست آوردن آن‌ها از طریق گناه و معصیت است. این سریال توانست جایزه امی بین‌المللی برای بهترین سریال درام را در سال ۲۰۱۷ برای فصل دوم خود به‌دست‌آورد. این سریال در دو فصل و در مجموع ۱۴ قسمت یک ساعته پخش‌شد، از ژانویه تا فوریه ۲۰۱۴ فصل اول آن با ۶ قسمت و از ژانویه تا فوریه ۲۰۱۶ فصل دوم آن با ۸ قسمت از کانال تلویزیونی نروژی NRK1 پخش‌شد. تهیه‌کنندگان این سریال Vegard Stenberg Eriksen و برادرش Gjermund هستند.
فصل دوم این سریال که ۸ قسمت دارد توسط شبکه چهار صدا و سیمای ایران از اول شهریور ۱۴۰۰ آغاز به پخش شد و در ۲۶ اردیبهشت ۱۴۰۱ بازپخش آن آغاز شد. سریال ابلیس به مدیریت دوبلاژ شراره حضرتی و حضور صداپیشگانی همچون رضا آفتابی، منوچهر زنده‌دل، میرطاهر مظلومی، علی‌همت مومی‌وند، بهمن هاشمی، شیرین بهرامی و مونا خجسته در واحد دوبلاژ سیما به فارسی دوبله‌شد.
کارگردانی آن را سسیلی موسلی بر عهده داشت. نقش اصلی را Jon Øigarden بازی می‌کند و دیگر نقش‌های کلیدی را لنا کریستین الینگسن، نیلز اوله افتبرو، اینگرد اگبرگ، آنا باچه-ویگ، الکساندر راسلند، آندرین ستر و Terje Strømdahl برعهده دارند.

## داستان

### فصل دوم
پیتر وراس یک روزنامه‌نگار است که در معتبرترین روزنامه نروژی—وردنس گانگ (به نروژی: Verdens Gang) (مخفف: «VG» که در دوبله فارسی طبق نام این حروف در الفبای نروژی، «وِ گِ» گفته می‌شود)—کار می‌کند. همکار او (تورگریم) که در بخش سیاسی روزنامه مشغول است به دلیل دستیابی به اسنادی که حکایت از فساد مالی بزرگی در دولت وقت دارد، به قتل می‌رسد. وراس و رئیس او تصمیم می‌گیرند ماجرا را پیگیری کنند اما با سوالات و معماهای پیچیده روبرو می‌شوند.

## بازیگران

### اصلی
- جان اویگاردن در نقش پیتر وراس
- نیلز اوله افتبرو در نقش فرانک ماتیسن
- اینگرد ایگبرگ در نقش اوا وراس
- ترجه استرومدال در نقش توره ورس
- الکساندر تونبی راسلند در نقش آندریاس وراس
- آن باچه ویگ از اینگر ماری استفنسن
- دنیس استورهوی در نقش تام لید
- آندریا براین هوویگ در نقش ایون هاوگن
- هالوارد هولمن در نقش Åge Haugen

### میهمان
- تروند اسپن سیم به عنوان نخست‌وزیر مایکل وول
- اینگار هلگه گیمل به عنوان وزیر دارایی، اریک اولریشسن
- بیارته یالملاند به عنوان وزیر آموزش، کریستین شولدروپ
- لارا کریستنسن در نقش الن کلاوسن
- پل کریستین اگن در نقش تورگریم هامرن
- آندرش دانیلسن لی در نقش یوهانس «یوس» ریتر هانسن
- لیلا گودی در نقش گان هو
- Jan Gunnar Røise در نقش Aslak Heimdahl
- اینه یانسن در نقش استین گیسکن
- مایکل مک‌الاتون در نقش ملانی هالی
- ارلند باکر در نقش لارس فریتزمن
- ایبن آکرلی در نقش آملیا وول